# Język kélé
Język kélé – język z rodziny bantu, używany w Gabonie, Kamerunie i Kongu. W 1982 roku liczba mówiących wynosiła ok. 23 tysięcy, jednak według spisu ludności z 2000 roku posługuje się nim obecnie już tylko ok. 9 tys. osób w Gabonie.